# Охоронець Тесс
Охоронець Тесс (англ. Guarding Tess, «Охороняючі Тесс») — комедійний фільм Г'ю Вілсона 1994 року.

## Сюжет
Найбільш невдячна справа для агента секретної служби — охороняти жінку. Особливо, якщо ця жінка — колишня дружина президента США. У той час, коли колеги Дака Чезвіка ризикують життям під кулями терористів, він стає мішенню для насміхань нестриманої Тесс. Але конфлікт солодкої парочки вирішується сам по собі, коли підопічну Дага несподівано викрадають. Ігри скінчилися. Настав час для справжньої чоловічої роботи.

## Акторський склад
- Ширлі Маклейн — Тесс Карлайл
- Ніколас Кейдж — Даг Чеснік
- Остін Пендлтон — граф Фаулер
- Едвард Альберт — Баррі Карлайл
- Джеймс Ребгорн — Говард Шеффер
- Річард Ґриффітс — Фредерік
- Джон Розеліус — Том Балор
- Девід Граф — Лі Деніелсон
- Дон Єссо — Ральф Буонкріштіані
- Джеймс Лаллі — Джо Спектор
- Брант фон Гоффман — Боб Гатчерсон
- Гаррі Леннікс — Кенні Янг
- Сьюзен Бломмаерт — Кімберлі Кеннон
- Дейл Дай — Чарльз Айві
- Джеймс Генді — Ніл Карло
- Г'ю Вілсон — Президент (голос)